# Bill Buntin
William L. Buntin, detto Bill (Detroit, 5 maggio 1942 – Detroit, 9 maggio 1968), è stato un cestista statunitense, professionista nella NBA.

## Carriera
Venne selezionato dai Detroit Pistons come scelta territoriale del Draft NBA 1965.
Con gli Stati Uniti ha disputato le Universiadi di Budapest 1965.

## Palmarès
- NCAA AP All-America Second Team (1965)
- NCAA AP All-America Third Team (1964)